# Tricentrogyna sulphuraria
Tricentrogyna sulphuraria är en fjärilsart som beskrevs av W. Warren 1900. Tricentrogyna sulphuraria ingår i släktet Tricentrogyna och familjen mätare. Inga underarter finns listade i Catalogue of Life.